# 竹山路駅
竹山路駅（ちくさんろえき）は中華人民共和国江蘇省南京市江寧区天元中路と竹山路の交叉点にある、南京地下鉄の駅である。1号線と5号線が乗り入れ、両路線の接続駅となっている。

## 年表
- 2010年5月28日1号線の駅として開業。

## 隣の駅
南京地下鉄
■1号線
小竜湾駅 -　竹山路駅 - 天印大道駅
■5号線
科寧路駅 - 竹山路駅 - 新亭路駅